# Віджняна
Віджняна (санскр. vi — префікс «роз-» і jnana  — знання, пізнання, тобто розпізнавання, що розрізняє пізнання)  — поняття індійської філософії та психології, що означає розрізняльне пізнання, усвідомлення, розуміння; у Буддизмі відноситься до свідомості в широкому сенсі. 
У буддійському вченні психофізичний світ складений з п'яти скандх, або груп елементів (дхарм),  — рупа (тілесна форма), ведана (відчуття), санджня (сприйняття), санскара (вольові імпульси) і, нарешті, віджняна, або усвідомлення самого себе. 
У буддійської концепції причинно-наслідкового породження (пратітья самутпада) віджняна, яка ототожнюється зі свідомістю «я» індивіда, є однією з ланок (нідан) ланцюга причинності і, таким чином, не має вічного та незалежного існування, але постійно генерується знову як результат авідьї (невідання). 
Центральне місце поняття віджнана займає в школі йогачара, яка також називається  віджняна-вада, оскільки визнає свідомість єдиною реальністю. Вісім видів віджняни  — це п'ять видів чуттєвого сприйняття, розумова свідомість (мановіджняна), помилкова свідомість «я» (кліштамановіджняна) і так звана алая-віджняна. Алая-віджняна є «сховищем» всіх можливих станів та вражень, що проявляються в певний момент під дією карми. Вона служить єдиним джерелом всіх інших видів віджняни, і, отже, в цілому того, що вважається «реальністю». 
У веданті віджнянамайя-коша — перша з «оболонок» тонкого тіла (сукшма-шаріри), якщо розглядати їх «зі сторони» каузального, причинного тіла  (карана-шаріри). 
Віджняну як дискурсивне, розрізняльне пізнання перевершує Праджня  — цілісна інтуїтивна «мудрість».